# Lineage (Computerspiel)
Lineage war eines der weltweit erfolgreichsten MMORPGs. Es wurde von NCsoft entwickelt und vertrieben und basiert auf dem Comic von Il Sook Shin. Es erreichte Spielerzahlen von über 2,5 Millionen und auch heute noch liegt die Anzahl an aktive Spielern bei knapp unter einer Million. Es wird weiterhin von NCsoft ausgebaut und gepflegt. Es gilt als einer der Begründer der asiatischen MMORPG-Spieleszene und hatte Einfluss auf viele spätere Entwicklungen wie z. B. Ragnarok Online oder Overlord. 2003 wurde dann die ebenfalls sehr erfolgreiche Fortsetzung Lineage II veröffentlicht.

## Spielprinzip
Der Spieler hat die Auswahl unter fünf verschiedenen Charakterklassen mit unterschiedlichen Attributen und Fähigkeiten. Magier (Mage), Elf, Dunkel Elf (Dark Elf), Ritter (Knight) und Adeliger (Prince/Princess). Ein klares Spielziel ist nicht vorhanden. Der Spieler kann selbst entscheiden, ob er lieber seine Spielfigur weiterentwickelt, Monster jagt oder sich mit anderen Spielern bekriegt. Kernpunkt des Spiels ist die Charakterklasse Adliger, diese hat die Möglichkeit sogenannte Blutsschwüre (blood pledges) mit anderen Spielern zu schmieden. Sie kann damit anderen Gruppen mit solchen Blutsschwüren den Krieg erklären und Burgen einnehmen. In der Nähe der Burgen befinden sich Städte, NPCs und Geschäfte. Wenn ein Adliger mit seinen Blutsgeschworenen (blood pledges) eine Burg besitzt, kann er die Steuern in der Umgebung für alle An- und Verkäufe festsetzen. Falls ein anderer Adliger oder unzufriedene Spieler in der Umgebung den derzeitigen Herrscher absetzen wollen, kommt es zur Burgbelagerung. Dabei muss versucht werden in einer gewissen Zeit den neuen Adligen in den Burgsaal zu eskortieren, ohne dass dieser stirbt, damit wechselt dann der Herrscher.
Das Status-, Monster- und Gegenstandssystem von Lineage wurde ursprünglich weitgehend von NetHack übernommen und um MMO-Elemente erweitert.
Die Spieler können eine von sieben Charakterklassen wählen: Elf, Dunkelelf, Ritter, Prinz, Magier, Drachenritter oder Illusionist. Prinzen sind die einzige Klasse, die eine Blutsverwandtschaft anführen kann (Lineage's Bezeichnung für eine Gilde oder einen Clan).
Das Spiel basiert in erster Linie auf einem Burgbelagerungssystem, das es den Burgbesitzern erlaubt, Steuersätze in benachbarten Städten festzulegen und Steuern auf Gegenstände zu erheben, die in den Geschäften dieser Städte gekauft werden. Es enthält klassische Rollenspielelemente, die an Dungeons & Dragons erinnern, wie das Töten von Monstern und das Erfüllen von Quests für Beute und Erfahrungspunkte, Stufen, Charakterattribute (Charisma, Stärke, Weisheit usw.) und Ausrichtungen (neutral, chaotisch oder gesetzestreu). Die Ausrichtung eines Charakters wirkt sich darauf aus, wie Monster und Stadtwachen auf den Charakter des Spielers reagieren; chaotische Spieler werden oft feindselig und greifen sofort an.
Spieler-gegen-Spieler-Kämpfe (auch bekannt als PVP) sind in Lineage weit verbreitet. Die Spieler können jederzeit mit anderen Spielercharakteren kämpfen, solange sie sich nicht in sicheren Zonen wie Städten befinden. Durch den Beitritt zu einem „Blutsband“ (einem Zusammenschluss von Spielern, ähnlich einem Clan in anderen Spielen) werden Spieler berechtigt, an Burgbelagerungen oder Kriegen zwischen Blutsbanden teilzunehmen.

## Spielablauf
Das Spiel hat eine 2-D-Isometriedarstellung ähnlich der von Diablo. Man steuert seine Spielfigur Mithilfe der Maus durch die Umgebung und kann NPC-Monster angreifen, die außerhalb von Städten auftauchen/spawnen. Wenn diese besiegt sind, erhält man dadurch Erfahrungspunkte und verbessert seine Figur mit der Zeit. Die NPC-Monster lassen zudem Gegenstände fallen, die benutzt oder zu anderen Gegenständen verarbeitet werden können.

## Rezeption
Der Titel Lineage stammt aus einer Comic-Reihe mit dem gleichen Titel Lineage von Shin Il-sook, und die Server von Lineage sind nach den Figuren des Comics benannt. Es handelt sich um eine Fantasy-Geschichte, in der ein rechtmäßiger Prinz den Thron aus den Händen eines Usurpators zurückerobert. Als das Spiel zum ersten Mal entwickelt wurde, war es dem Originalwerk sehr ähnlich. Als die Entwickler jedoch neue Funktionen hinzufügten, haben sich die fiktiven Universen der beiden Werke allmählich auseinanderentwickelt. NCSoft berichtete, dass Lineage zu einem bestimmten Zeitpunkt mehr als drei Millionen Abonnenten hatte, die meisten von ihnen in Korea. Die große Zahl koreanischer Abonnenten im Vergleich zu anderen Ländern hat eine Reihe von Theorien hervorgerufen. Das Verbot einiger japanischer Importe bis 1998 wurde als Grund für das verzögerte Wachstum des koreanischen Videospielkonsolenmarktes angeführt.
Im April 2008 hatte Lineage etwas weniger als 1 Million aktive Abonnenten. Im Jahr 2011 begann NC Interactive, die Tochtergesellschaft von NCSoft in den Vereinigten Staaten, die Lineage-Server (zu diesem Zeitpunkt waren es 3) aufgrund der schlechten Abonnementeinnahmen herunterzufahren. In den verbleibenden Wochen sollten verschiedene Events stattfinden. Die Spieler erhielten kostenlose Abonnements für andere NCSoft-Titel ihrer Wahl. Seit dem 29. Juni 2011 hat Lineage alle Server in NA dauerhaft abgeschaltet. Zwischen dem Start im Jahr 1998 und August 2012 hatte NCSoft mit Lineage 1,3 Milliarden Dollar an Umsatzerlösen erwirtschaftet. Im November 2013 gab NC Soft bekannt, dass das Spiel 1,8 Milliarden Dollar erwirtschaftet hat.